# 23-й мікрорайон (Маріуполь)
23 мікрорайон (укр. 23 мікрорайон) — мікрорайон у складі Центрального району міста Маріуполя.
У мікрорайоні є 6 автобусних зупинок, проходять 4 вулиці (Пилипа Орлика, Гранітна, Михайла Грушевського, 9-ї авіадивізії), 2 ринки, 1 школа, дитячий садочок, також є кав'ярні.
Один із густонаселених мікрорайонів Маріуполя. Також є покинуте будівництво та недобудована школа.
По сусідству з мікрорайоном є 2 супермаркети, гаражі та насосна станція. Багато магазинів та дитячих майданчиків.

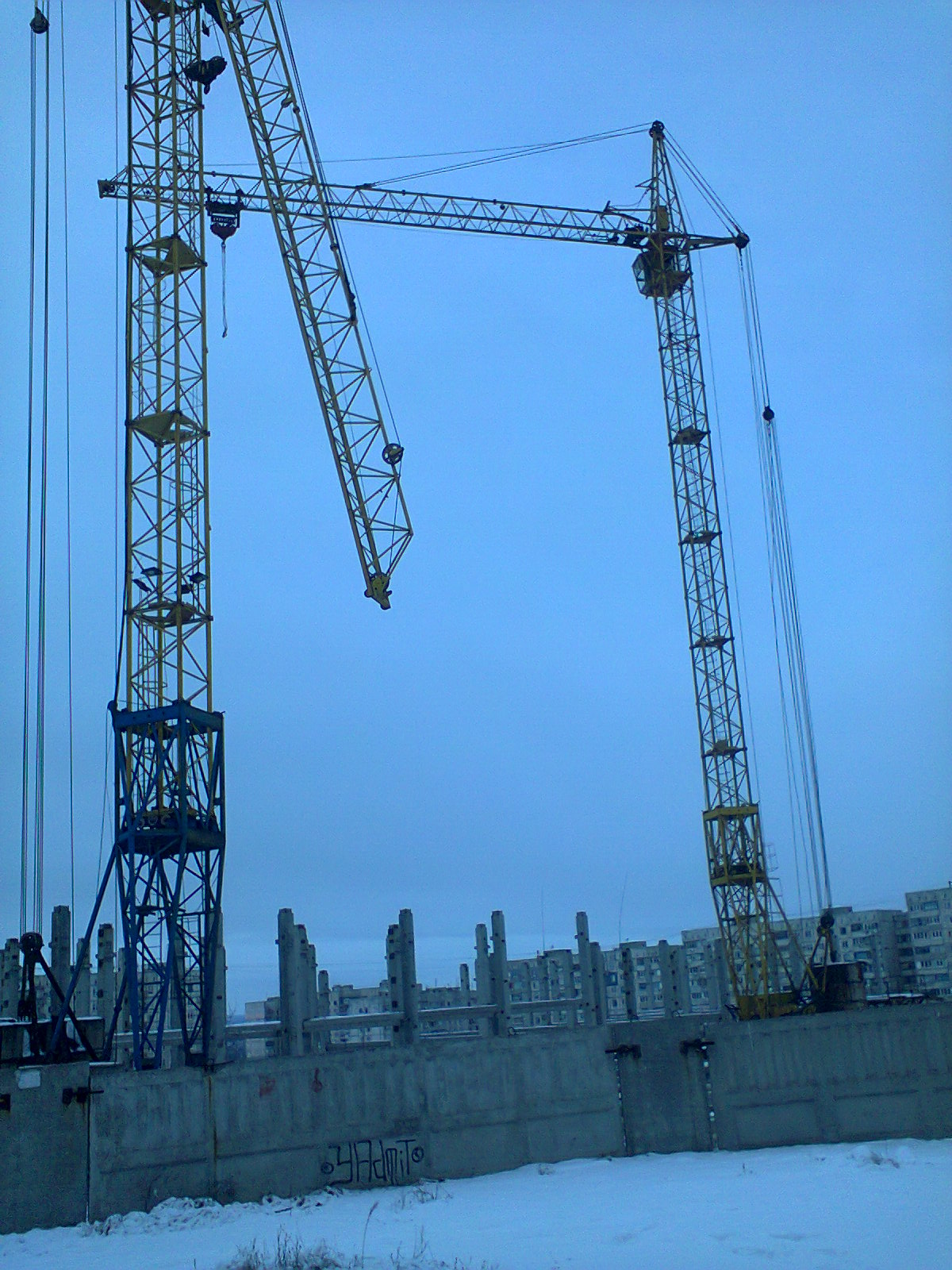
Занедбане будівництво

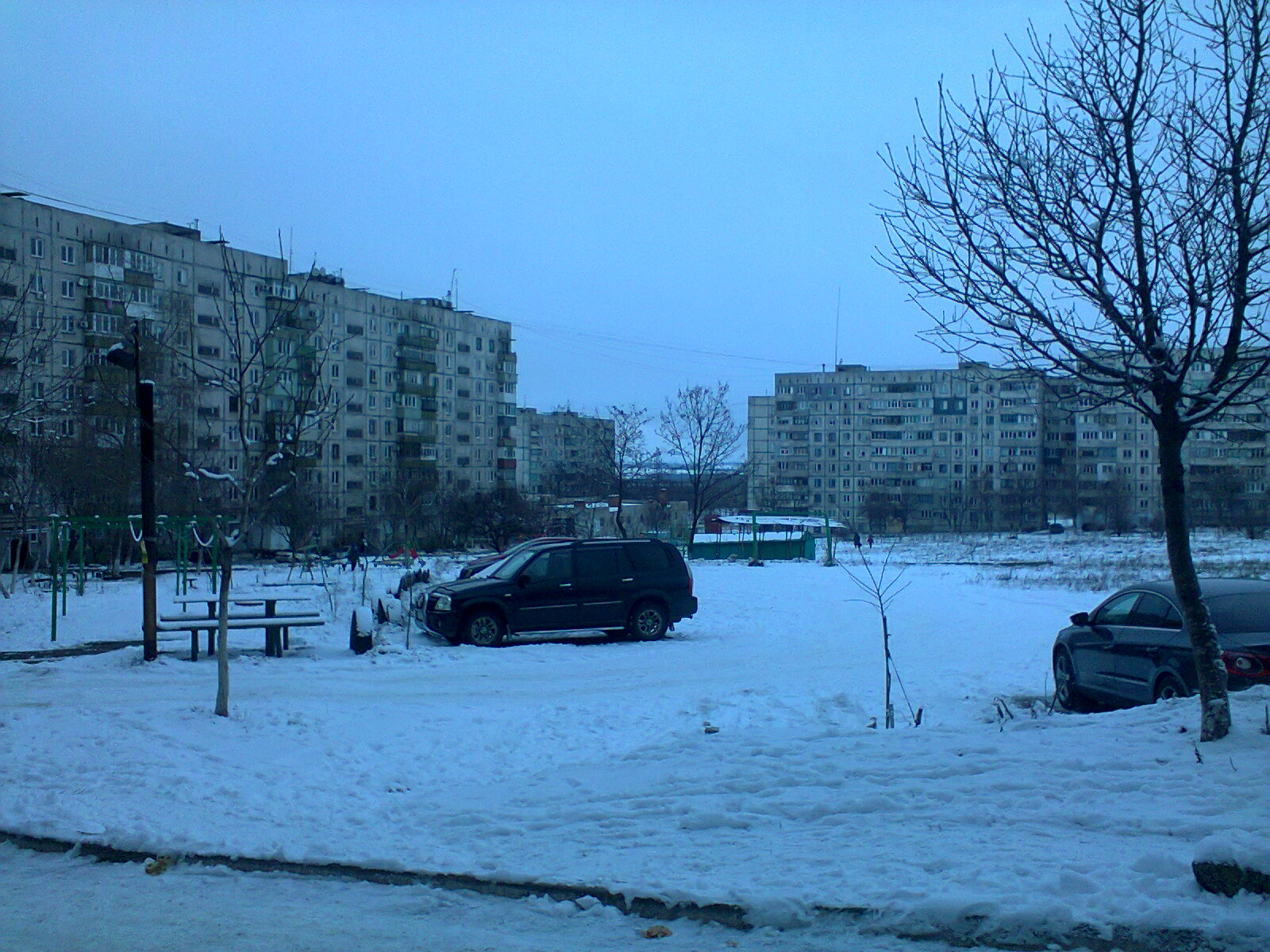
23 МКР Маріуполя

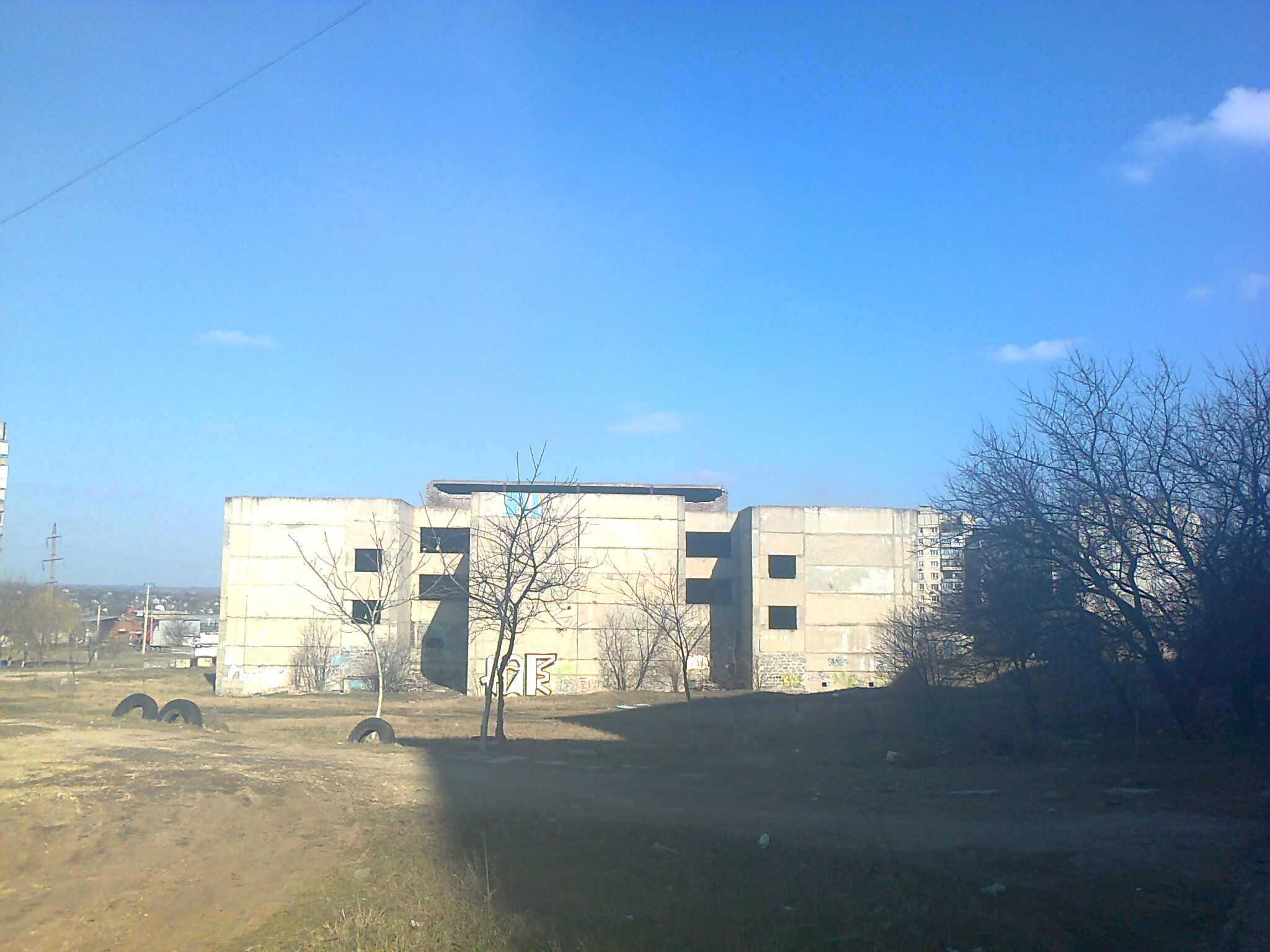
Занедбана школа